# Манастир Мор Габријел
Манастир Мор Габријел (арамејски: ܕܝܪܐ ܕܡܪܝ ܓܒܪܐܝܠ) је један од најстаријих хришћанских манастира у функцији на свету.
Манастир је у поседу Сиријске оријентално-православне цркве. Налази се 20 km југоисточно од града Мидјата у покрајини Мардин, у југоисточној Турској, а основан је 397. године. Манастир Мор Габријел је седиште митрополита тур-абдинског.
Главни задатак манастира јесте очување сиријског православног хришћанства тамо где је оно никло и одакле потиче асирски народ. Повремено је служио и као уточиште малобројној хришћанској популацији у овим крајевима.
Манастир се може посетити, са дозволом се може остати и дуже, али се затвара кад падне ноћ.